# Ignacy Kazimierz Bykowski
Ignacy Kazimierz Hrydzicz z Jaxów Bykowski herbu Gryf – sędzia grodzki trembowelski, pisarz grodzki buski.
Jako poseł na sejm konwokacyjny 1733 roku z województwa mińskiego był członkiem konfederacji generalnej zawiązanej 27 kwietnia 1733 roku na tym sejmie.